# Maria Giuseppa Robucci
Maria Giuseppa Robucci-Nargiso (20 de março de 1903 — 18 de junho de 2019) foi uma supercentenária italiana, que alcançou a idade de 116 anos e 90 dias, entrando na lista de supercentenários italianos. Pouco antes de sua morte, era a pessoa viva mais velha da Europa e a segunda pessoa viva mais velha do mundo. 

## Biografia
Maria Giuseppa (carinhosamente conhecida como "Nonna Peppa") nasceu em Poggio Imperiale na província de Foggia, filha de Antonio e Maria Michela Robucci. Em 3 de dezembro de 1928, ela se casou com Nicola Nargiso. O casal teve cinco filhos: Angelo, Concetta (mais tarde se tornou uma freira chamada Irmã Nicoletta), Antonio, Giuseppe e Filomena.
Ela tornou-se viúva em 1982. Em 2003, seu aniversário de 100 anos, ela foi entrevistada em um programa de televisão chamado "La vita in diretta" do canal Rai 1. Aos 100 anos, ainda era capaz de cortar madeira.
Em 2014, ela quebrou o quadril após uma queda e passou por cirurgia. Ela acreditava que o motivo de sua longevidade era ter uma boa dieta, fé em Deus, evitar o álcool e ter uma mentalidade positiva. Ela residia em Apricena, Foggia.